# 国家法西斯党
国家法西斯党（義大利語：Partito Nazionale Fascista，缩写为PNF）是意大利历史上的一个极右翼政党，由贝尼托·墨索里尼创建以通过政治形式表达法西斯主义。该政党于1922年“向罗马进军”，夺取政权，成为执政党，统治意大利王國直至1943年墨索里尼被法西斯大议会罢黜。
国家法西斯党的思想基础为意大利民族主义及收复和扩张意大利领土的欲望。法西斯主义者认为意大利必须通过这一举措以树立其国家地位，避免陷入衰败，称现代意大利为古罗马的继承，支持建立意大利帝国以为意大利殖民者提供生存空间，控制地中海地区。
法西斯主义者推行法团主义经济体制，由雇佣者与雇员组合，集体代表国家的经济生产者，并与国家共同制订经济政策。这一经济体系旨在通过阶级协作解决阶级斗争问题。
意大利法西斯主义反对自由主义，但其支持者认为法国大革命前的反动复辟主义存在缺陷，由此采取了相对积极的意识形态。法西斯反对马克思主义社会主义，认为其是民族主义的对立面，但亦反对约瑟夫·德·迈斯特的古典保守主义，认为意大利民族主义的成功需要尊重传统，认同意大利人民的共同历史，但亦当坚持意大利的现代化方向。
国家法西斯党及其继承者共和法西斯党为仅有的两个为意大利宪法禁止重新建立的政党。

## 歷史
1919年3月23日墨索里尼在米蘭圣塞波尔克罗广场正式组建以退伍军人为主的半军事化组织，取名为“意大利战斗者法西斯”（或称法西斯战斗队、战斗的法西斯）。
1921年11月墨索里尼将该组织改组为政党，名为国家法西斯党。
1922年10月28日墨索里尼动用该党麾下的“黑衫军”发起“向罗马进军”，意大利國王維托里奧·伊曼紐爾三世邀墨索里尼的法西斯黨組建政府內閣，使其成為意大利王國大臣會議主席（即首相/總理）。
1924年國會眾議院選舉，該黨取得67%的議席，成功掌握政權。
1925年修改選舉法，強迫國會通過实行国家法西斯党一党专政。墨索里尼在同年自創稱號稱自己為「領袖」。
1926年取締所有政党，国家法西斯党成为意大利王國唯一合法政党。
1943年随着墨索里尼下台，国家法西斯党在意大利的统治崩溃，仅依靠納粹德國援助在北部成立傀儡政權的義大利社會共和國。
1945年二戰结束后，国家法西斯党被取缔。

## 歷次選舉結果

### 众议院
| 選舉 | 得票       | 得票比例（%） | 議席      | 席次增減 | 領袖            |
| ---- | ---------- | ------------- | --------- | -------- | --------------- |
| 1924 | 4,653,488  | 64.9          | 375 / 535 | ▲ 375    | 贝尼托·墨索里尼 |
| 1929 | 8,517,838  | 98.4          | 400 / 400 | ▲ 25     | 贝尼托·墨索里尼 |
| 1934 | 10,043,875 | 99.8          | 400 / 400 | ━        | 贝尼托·墨索里尼 |